# Lipinia zamboangensis
Lipinia zamboangensis — вид сцинкоподібних ящірок родини сцинкових (Scincidae). Ендемік Філіппін.

## Поширення і екологія
Lipinia zamboangensis відомі з типової місцевості, розташованої на горі Дапітан на півострові Замбоанга на острові Мінданао, на висоті 1700 м над рівнем моря. Вони живуть у вологих гірських тропічних лісах.